# Catedral Nossa Senhora do Rosário (Itabira)
A Catedral Nossa Senhora do Rosário é um templo católico localizado no município de Itabira, no estado brasileiro de Minas Gerais. É ainda a sede episcopal da Diocese de Itabira-Fabriciano, a qual conta também com uma cossede, a Catedral de São Sebastião, no município de Coronel Fabriciano.

## História
A paróquia de Nossa Senhora do Rosário de Itabira foi criada em 6 de abril de 1826. O templo, conhecido por Matriz do Rosário, foi construído na primeira metade do século XIX. Em 1965, com a criação da Diocese de Itabira, a Matriz do Rosário passou à condição de catedral. Em 9 de novembro de 1970, após longo período de chuvas, uma das paredes laterais da catedral desabou e uma das torres ficou bastante danificada. A antiga catedral foi demolida e, no mesmo local, foi construída o atual templo. A construção teve início em 1976 e foi concluída em 1985.